# غيلبرت
غيلبرت هي بلدة أمريكية، في الولايات المتحدة، تقع في مقاطعة ماريكوبا، بلغ عدد سكانها 208,453 نسمة وذلك حسب إحصائيات سنة 2010، تبلغ مساحتها 176.634618 كيلومتر مربع، رمزها البريدي هو 85200–85299.

## التركيبة السكانية
حدّد مكتب تعداد الولايات المتحدة بيانات التركيبة السكانية لغيلبرت في تعداد الولايات المتحدة. في ما يلي، التركيبة السكانية حسب تعدادي 2000 و2010.

### تعداد عام 2000
بلغ عدد سكان غيلبرت 109,697 نسمة بحسب تعداد عام 2000، وبلغ عدد الأسر 35,405 أسرة وعدد العائلات 28,915 عائلة مقيمة في البلدة. في حين سجلت الكثافة السكانية 616.3 نسمة لكل كيلومتر مربع (1,596.2/ميل2). وبلغ عدد الوحدات السكنية 37,007 وحدة بمتوسط كثافة قدره 207.9 لكل كيلومتر مربع (538.5/ميل2).
وتوزع التركيب العرقي للبلدة بنسبة 85.73% من البيض و2.41% من الأمريكيين الأفارقة و0.62% من الأمريكيين الأصليين و3.59% من الأمريكيين ذوي الأصول الآسيوية و0.12% من سكان جزر المحيط الهادئ و4.77% من الأعراق الأخرى و2.77% من عرقين مختلطين أو أكثر و11.87% من الهسبانيون أو اللاتينيون من أي عرق.
بلغ عدد الأسر 35,405 أسرة كانت نسبة 53.2% منها لديها أطفال تحت سن الثامنة عشر تعيش معهم، وبلغت نسبة الأزواج القاطنين مع بعضهم البعض 69.5% من أصل المجموع الكلي للأسر، ونسبة 8.3% من الأسر كان لديها معيلات من الإناث دون وجود شريك،  بينما كانت نسبة 3.9% من الأسر لديها معيلون من الذكور دون وجود شريكة وكانت نسبة 18.3% من غير العائلات. تألفت نسبة 12.7% من أصل جميع الأسر من عدة أفراد يعيشون في نفس المنزل ونسبة 1.8% كانت تتألف من شخص يعيش بمفرده يبلغ من العمر 65 عاماً أو أكثر. وبلغ متوسط حجم الأسرة المعيشية 3.10، أما متوسط حجم العائلات فبلغ 3.42.
بلغ العمر الوسطي للسكان 30.1 عاماً. وكانت نسبة 34.2% من القاطنين تحت سن الثامنة عشر، وكانت نسبة 7.4% بين الثامنة عشر والرابعة والعشرين عاماً، ونسبة 37.8% كانت واقعةً في الفئة العمرية ما بين الخامسة والعشرين والرابعة والأربعين عاماً، ونسبة 16.9% كانت ما بين الخامسة والأربعين والرابعة والستين، ونسبة 3.7% كانت ضمن فئة الخامسة والستين عاماً فما فوق. يوجد لكل 100 أنثى 98.9 ذكر، ويوجد لكل 100 أنثى في الثامنة عشر من عمرها فما فوق 96.2 ذكر.
بلغ متوسط دخل الأسرة في البلدة 68,032 دولارًا، أما متوسط دخل العائلة فبلغ 70,994 دولارًا. وكان متوسط دخل الذكور 50,028 دولارًا مقابل 32,381 دولارًا للإناث. وسجل دخل الفرد الخاص بالبلدة 24,795 دولارًا. وكانت نسبة 2.5% من العائلات ونسبة 3.2% من السكان تحت خط الفقر، وكان من هؤلاء نسبة 3.1% تحت سن الثامنة عشر ونسبة 5.9% في الخامسة والستين من العمر وما فوق.

### تعداد عام 2010
بلغ عدد سكان غيلبرت 208,453 نسمة بحسب تعداد عام 2010، وبلغ عدد الأسر 69,372 أسرة وعدد العائلات 53,905 عائلة مقيمة في البلدة. في حين سجلت الكثافة السكانية 1,171.2 نسمة لكل كيلومتر مربع (3,033.4/ميل2). وبلغ عدد الوحدات السكنية 74,907 وحدة بمتوسط كثافة قدره 420.9 لكل كيلومتر مربع (1,090.1/ميل2).
وتوزع التركيب العرقي للبلدة بنسبة 81.78% من البيض و3.35% من الأمريكيين الأفارقة و0.83% من الأمريكيين الأصليين و5.81% من الأمريكيين ذوي الأصول الآسيوية و0.22% من سكان جزر المحيط الهادئ و4.46% من الأعراق الأخرى و3.55% من عرقين مختلطين أو أكثر و14.91% من الهسبانيون أو اللاتينيون من أي عرق.
بلغ عدد الأسر 69,372 أسرة كانت نسبة 47.8% منها لديها أطفال تحت سن الثامنة عشر تعيش معهم، وبلغت نسبة الأزواج القاطنين مع بعضهم البعض 62.1% من أصل المجموع الكلي للأسر، ونسبة 10.6% من الأسر كان لديها معيلات من الإناث دون وجود شريك،  بينما كانت نسبة 5% من الأسر لديها معيلون من الذكور دون وجود شريكة وكانت نسبة 22.3% من غير العائلات. تألفت نسبة 16.1% من أصل جميع الأسر من عدة أفراد يعيشون في نفس المنزل ونسبة 3.1% كانت تتألف من شخص يعيش بمفرده يبلغ من العمر 65 عاماً أو أكثر. وبلغ متوسط حجم الأسرة المعيشية 3.00، أما متوسط حجم العائلات فبلغ 3.40.
بلغ العمر الوسطي للسكان 31.9 عاماً. وكانت نسبة 32.1% من القاطنين تحت سن الثامنة عشر، وكانت نسبة 8% بين الثامنة عشر والرابعة والعشرين عاماً، ونسبة 31.8% كانت واقعةً في الفئة العمرية ما بين الخامسة والعشرين والرابعة والأربعين عاماً، ونسبة 22% كانت ما بين الخامسة والأربعين والرابعة والستين، ونسبة 6.1% كانت ضمن فئة الخامسة والستين عاماً فما فوق. وتوزع التركيب الجنسي للسكان بنسبة 49.2% ذكور و50.8% إناث.

## المناخ
يظهر الجدول التالي التغييرات المناخية على مدار السنة لغيلبرت:
| البيانات المناخية لـغيلبرت        | البيانات المناخية لـغيلبرت | البيانات المناخية لـغيلبرت | البيانات المناخية لـغيلبرت | البيانات المناخية لـغيلبرت | البيانات المناخية لـغيلبرت | البيانات المناخية لـغيلبرت | البيانات المناخية لـغيلبرت | البيانات المناخية لـغيلبرت | البيانات المناخية لـغيلبرت | البيانات المناخية لـغيلبرت | البيانات المناخية لـغيلبرت | البيانات المناخية لـغيلبرت | البيانات المناخية لـغيلبرت |
| الشهر                             | يناير                      | فبراير                     | مارس                       | أبريل                      | مايو                       | يونيو                      | يوليو                      | أغسطس                      | سبتمبر                     | أكتوبر                     | نوفمبر                     | ديسمبر                     | المعدل السنوي              |
| --------------------------------- | -------------------------- | -------------------------- | -------------------------- | -------------------------- | -------------------------- | -------------------------- | -------------------------- | -------------------------- | -------------------------- | -------------------------- | -------------------------- | -------------------------- | -------------------------- |
| الدرجة القصوى °ف (°م)             | 89 (32)                    | 95 (35)                    | 99 (37)                    | 106 (41)                   | 118 (48)                   | 116 (47)                   | 119 (48)                   | 115 (46)                   | 113 (45)                   | 107 (42)                   | 97 (36)                    | 86 (30)                    | 119 (48)                   |
| متوسط درجة الحرارة الكبرى °ف (°م) | 67 (19)                    | 71 (22)                    | 77 (25)                    | 85 (29)                    | 94 (34)                    | 104 (40)                   | 106 (41)                   | 104 (40)                   | 99 (37)                    | 89 (32)                    | 75 (24)                    | 67 (19)                    | 87 (30)                    |
| متوسط درجة الحرارة الصغرى °ف (°م) | 41 (5)                     | 45 (7)                     | 49 (9)                     | 54 (12)                    | 61 (16)                    | 70 (21)                    | 77 (25)                    | 76 (24)                    | 70 (21)                    | 59 (15)                    | 47 (8)                     | 40 (4)                     | 57 (14)                    |
| أدنى درجة حرارة °ف (°م)           | 15 (−9)                    | 19 (−7)                    | 24 (−4)                    | 30 (−1)                    | 37 (3)                     | 43 (6)                     | 54 (12)                    | 51 (11)                    | 40 (4)                     | 30 (−1)                    | 22 (−6)                    | 17 (−8)                    | 15 (−9)                    |
| الهطول إنش (مم)                   | 1.01 (26)                  | 1.03 (26)                  | 1.19 (30)                  | 0.33 (8.4)                 | 0.13 (3.3)                 | 0.04 (1.0)                 | 0.89 (23)                  | 1.14 (29)                  | 0.89 (23)                  | 0.81 (21)                  | 0.77 (20)                  | 0.98 (25)                  | 9.21 (235.7)               |
| المصدر: The Weather Channel       |                            |                            |                            |                            |                            |                            |                            |                            |                            |                            |                            |                            |                            |

## أعلام
- طوني كاسيو
- يوهو نوكانن
- نيك جونسون
- ريان فيتزباتريك
- شين إدواردز
- كين داير